# مسيحيون أمازيغ
البربر المسيحيون أو الأمازيغ المسيحيون هم الأمازيغ الذين يعبدون ويعتنقون المسيحية. عادةً ما يُشار المصطلح بشكل خاص إلى القرون التي كانت فيها شمال أفريقيا تحت حكم الإمبراطورية الرومانية، حيث إعتنق العديد من السكان خاصًة من الأمازيغ الديانة المسيحية وقد بُنيت الكنائس على مساحة المنطقة، وعرفت الكنيسة المغربيَّة إنقسامًا خاصًا بها، هو المذهب الدوناتي - نسبةً إلى صاحبه دونات الكبير، أسقف الوطنيين، الذي أعلن عدم الاعتراف بأي كاهنٍ مهما علت مرتبته طالما كان مُستكينًا وراضخًا للسُلطات الإمبراطوريَّة، وطلب الاستشهاد في سبيل ذلك واستجاب لهُ كُل السَّاخطين على الإمبراطوريَّة وخاصَّةً من طبقات الكادحين. اختفت الجماعات المسيحيّة الأمازيغية في تونس والمغرب والجزائر في القرن الخامس عشر. ومع إعادة إحياء المسيحية في القرن التاسع عشر في منطقة المغرب الكبير، وأزدادت أعداد المتحولين للمسيحية بين الأمازيغ الذين اعتنقوا المسيحية في الغالب خلال العصر الحديث أو تحت الاستعمار الفرنسي وبعده، حيث تشير التقديرات إلى أن هناك ما يقرب من نصف مليون مسيحي أمازيغي، الغالبية منهم تعيش في منطقة المغرب الكبير، إلى جانب جاليات معتبرة في الشتات في أوروبا الغربية والأمريكتين. ومع النمو القوي لأعداد الأمازيغ المسيحيين والكنيسة المحلية في المغرب العربي بدأ المجتمع المسيحي خصوصاً ذوي الأصول الأمازيغية القبايلية والريفية في التأثير على الثقافة المحيطة في الموسيقى والأدب والسياسة.
آمن الأمازيغ بالديانة المسيحية، وظهر عدد من الكتّاب واللاهوتيين والقديسين الأمازيغ فضلًا عن شخصيات محورية في التاريخ المسيحي والمسيحية الغربية، من أمثال دوناتوس وقبريانوس القرطاجي وآريوس ومونيكا وأليبيوس الطاغاسطي، كما برز ترتليان كمؤسس «اللاهوت الغربي» و«والد المسيحية اللاتينية»، وأوغسطينوس كأحد آباء الكنيسة وأحد أهم شخصيات الفكر والفلسفة المسيحية والفلسفة الغربية. كما وتربع ثلاثة بابوات من الأمازيغ على عرش البابوية وهم فيكتور الأول وملتيادس وغاليليوس الأول.

## التاريخ

### التاريخ القديم

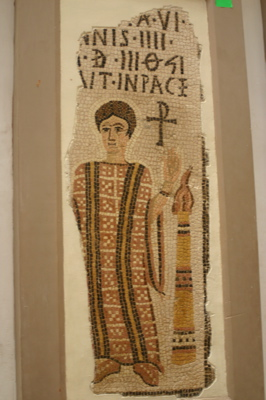
فسيفساء مسيحية في المتحف الوطني بباردو في تونس.

أخذت المسيحيَّة بالانتشار أولًا بين الأفارقة في برقة وطرابُلس وإفريقية ابتداءً من القرن الثاني الميلادي، وكان أوَّل أقاليم المغرب دُخولًا في المسيحيَّة إقليمُ برقة، وكان للمسيحيَّة فيها تاريخٌ طويل هو جُزءٌ من تاريخ المسيحيَّة في مصر، ثُمَّ انتشرت في إفريقية، وأصبحت هذه الأخيرة من مراكزها الرئيسيَّة، وقامت فيها الكنائس وامتدَّت بِصُورةٍ سطحيَّةٍ على طول الشريط الساحلي في المغربين الأوسط والأقصى حتَّى طنجة. وتُظهر واحدة من أوائل الوثائق التي تسمح لنا فهم تاريخية المسيحية في شمال أفريقيا والتي تعود إلى العام 180 ميلادي: أعمال شهداء قرطاج. وهو يسجل حضور عشرات من المسيحيين الأمازيغ في قرية من مقاطعة أفريكا أمام الوالي. أتى المبشرون بالمسيحية إلى المغرب خلال القرن الثاني، ولاقت هذه الديانة قبولا بين سكان البلدات والعبيد وبعض الفلاحين.
بدأ تنظيم الكنيسة الإفريقيَّة في مُنتصف القرن الثالث الميلاديّ على يد القدِّيس قبريانوس القرطاجي، وانتشرت المسيحيَّة بين كثيرٍ من أهالي البلاد الذين كانوا يلتمسون المبادئ التي تُحقق لهم ما يصبون إليه من سيادة العدل والإنصاف. وقد تعارضت التعاليم المسيحيَّة مع المفاهيم الرومانيَّة القائمة على تأليه الأباطرة وعبادتهم إلى جانب آلهة روما، واستشعرت الإمبراطوريَّة بالخطر لمَّا رفض النصارى الالتحاق بالجيش الروماني والمُشاركة في حُروب الدولة، فقام الإمبراطور ديكيوس وطلب في سنة 250م من جميع رعاياه أن يُعلنوا عن وطنيَّتهم بإعلانهم التمسُّك بالديانة الوطنيَّة والتنصُّل من كُل العبادات الأُخرى وخاصَّةً المسيحيَّة والمانويَّة. فترك الكثيرُ من النصارى المغاربة ديانتهم حتَّى قال القدِّيس قبريانوس كلمتهُ المشهورة: «لَقَد كَانَ عَدَدَهُم أَكثَرُ مِن قُوَّةِ إِيمَانِهِم». واضطهدت الإمبراطوريَّة النصارى وعطَّلت كنائسهم وصادرت مُمتلكاتهم، وانتهى الأمر بِإعدام القدِّيس قبريانوس بِقطع رأسه. وعلى عهد دقلديانوس اشتدَّت الدولة ضدَّ المسيحيين الذين تشبثوا بدينهم، وقاموا بِما يُشبه العصيان المدني، وقاوموا الإمبراطوريَّة بِشراسةٍ وعناد، حتَّى أنَّ الكنيسة أعلنت حرمان من يُلقي السلاح من رحمتها. ورُغم أنَّ الكنيسة نجحت في تنظيم نفسها وفي الصُمود بوجه الاضطهادات الرومانيَّة، إلَّا أنها بقيت مقصورةً على سواحل المغرب ولم تصل إلى القبائل الضاربة في بوادي وجبال المغرب الأقصى. وعرفت الكنيسة المغربيَّة انقساما خاصًا بها، هو المذهب الدوناتي - نسبةً إلى صاحبه دونات الكبير، أسقف الوطنيين، الذي أعلن عدم الاعتراف بأي كاهنٍ مهما علت مرتبته طالما كان مُستكينًا وراضخًا للسُلطات الإمبراطوريَّة، وطلب الاستشهاد في سبيل ذلك واستجاب لهُ كُل السَّاخطين على الإمبراطوريَّة وخاصَّةً من طبقات الكادحين.

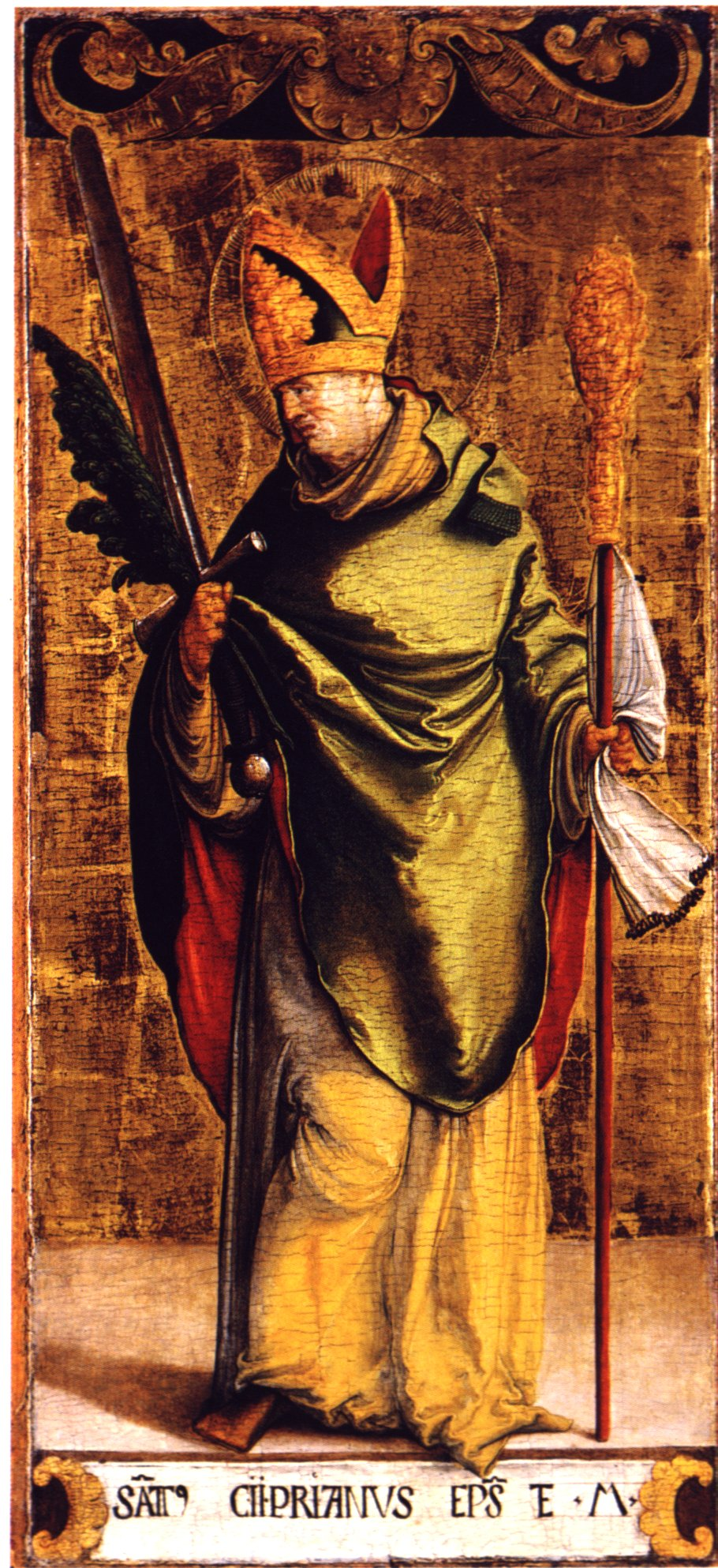
رسمٌ تخيُليّ للقدِّيس قبريانوس القرطاجي، مُؤسس الكنيسة الإفريقيَّة.

يرتبط التاريخ المبكر للمسيحية في شمال أفريقيا ارتباطَا وثيقَا بشخص ترتليان. الذي ولد من أبوين وثنيين تحول للمسيحية في قرطاج في سنة 195 ميلادي وأصبح قريبَا من النخبة المحليّة، والتي حمته من القمع من قبل السلطات المحليّة. وهة أول من كتب كتابات مسيحية باللغة اللاتينية. كان مهمًا في الدفاع عن المسيحية ومعاداة الهرطقات بحسب العقيدة المسيحيّة. ربما أكبر سبب لشهرته صياغته كلمة الثالوث وإعطاء أول شرح للعقيدة.
بعد فترة ترتليان، إتخذت المسيحيّة طابعًا أفريقيّ أمازيغيّ في المنطقة. حاول عدد من المفكرين المسيحيين من الأمازيغ مثل تقديم إيمانهم بشكل له المزيد من النظام والعقلانية مستخدمين صفات ثقافة عصرهم؛ نبع ذلك من إدراك أنه إن لم ترد الكنيسة البقاء كشيعة على هامش المجتمع يترتب عليها التكلم بلغة معاصريها المثقفين؛ وتكاثر مؤلفات الدفاع: هبرابوليس، أبوليناروس وميلتون وجهوا مؤلفاتهم للإمبراطور ماركوس أوريليوس، وأثيناغوراس ومليتاديس نشروا مؤلفات مشابهة حوالي العام 180؛ لقد ساهمت الشخصيات المثقفة مثل أوريجانوس، ترتليان، وقبريانوس القرطاجي في تسهيل دخول المسيحية ضمن المجتمع السائد.
عندما أصبحت المسيحيَّة الديانة الرسميَّة للإمبراطوريَّة أيَّام قُسطنطين الأوَّل، وقف هذا الأخير ضدَّ الدوناتيَّة واعتبرهم خارجين عن القانون. وترتَّب على تحالف الإدارة والكنيسة ضدَّ المذهب الدوناتي أن أصبح المذهب رمز المُقاومة الشعبيَّة، وازداد انتشاره بِزيادة انتشار الفقر والبُؤس بين الأهالي الذين ثاروا ضدَّ الحُكومة والطبقة الغنيَّة، ودعوا إلى المُساواة. وحاولت الحُكومة مُجادلة أصحاب هذا المذهب، فكان القدِّيس أوغسطين ألد أعدائه، حيثُ شهَّر به وهاجم أساليبه العنيفة، وأباح للدولة استعمال العنف ضدَّ أصحاب هذا المذهب لِكسر شوكتهم وإعادتهم إلى حظيرة الكنيسة النيقيَّة. لكنَّ النتيجة جاءت عكسيَّة، إذ تحالف الكادحون والفُقراء مع الدوناتيَّة، واستمرَّ الصراع إلى وفاة دونات سنة 355م، واتخذ شكل الثورة الوطنيَّة في طرابُلس ونوميديا إلى سنة 375م. وبعد وفاة دونات استمرَّ أوغسطين في مُحاربة المُنشقين عن الكنيسة الوطنيَّة والهراطقة حتَّى انتصرت الكنيسة الإفريقيَّة على أعدائها، على أنَّ الدوناتيَّة استمرَّت بعض جماعاتها إلى القرن السَّادس الميلاديّ. وعندما وقعت بلادُ المغرب تحت حُكم قبائل الوندال الجرمانيَّة، ابتدأ فصلٌ جديد من فُصول الصراع الدينيّ، فقد فرض الوندال على الناس مذهبهم الآريوسي الذي يقول بطبيعة المسيح البشريَّة، واضطهدوا النصارى النيقيين وصادروا أملاك الكنيسة وأموالها وحوَّلوها إلى الآريوسيين. ولمَّا استعاد الروم البلاد المغربيَّة من الوندال، أخذت الدولة تعمل على حسم الخلافات الدينيَّة، فاستعاد البيزنطيّون الكنائس المُغتصبة، وثأروا من الآريوسيين أشد الثأر، واضطهدوا الدوناتيَّة وكذلك اليهود، ولكنَّ ذلك لم يمنع انتشار مذاهب جديدة مثل النسطوريَّة القائلة بِثُنائيَّة طبيعة المسيح: الإلهيَّة والإنسانيَّة.

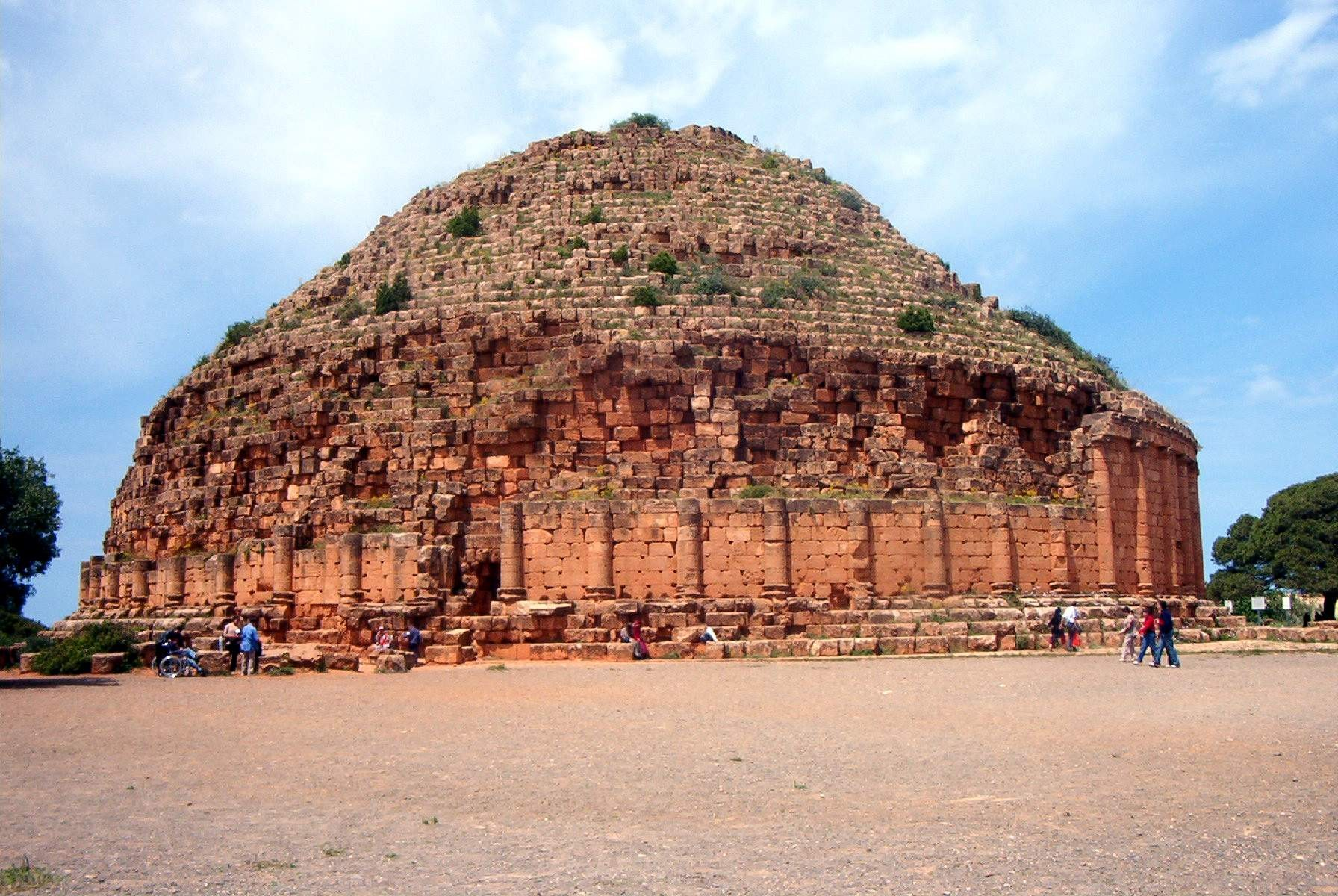
الضريح الملكي الموريتاني وهو من أبرز الآثار الباقية التي تعود لعصور مملكة ماسونا؛ وهي مملكة مسيحيَّة بربريَّة ظهرت في القرن الرابع.

ولم تنتهِ مشاكل المسيحيَّة عند هذا الحد، إذ انقسم اليعاقبة أصحاب مذهب الطبيعة الواحدة، وهو المذهب الرسمي للإمبراطوريَّة البيزنطيَّة على أنفُسهم، وتدخلت الإمبراطورة ثُيودورا زوجة جُستنيان في سبيل المُحافظة على وحدة الكنيسة، وقامت بِإجراءاتٍ كان من نتيجتها ثورة أهل إفريقية الذين احتجوا على الإمبراطور في القُسطنطينيَّة والبابا في روما. واستخدم جُستنيان ضدَّهم العنف والإرهاب مما عمل على اتساع الهُوَّة بين الإمبراطوريَّة وإفريقية. وخِلال هذه الفترة عاود المذهب الدوناتي الظُهور بعد أن انتشرت المفاسد بين رجال الكنيسة كالرشوة وقلَّة الانتظام والتحاسد. ومع مطلع القرن السابع الميلاديّ ونتيجةً لِقيام إفريقية بِدورٍ هام في سياسة الإمبراطوريَّة القاضية بِخلع الإمبراطور فوقاس وتزويد الجيش البيزنطي بالرجال لِحرب الفُرس الساسانيين وإخراجهم من مصر والشَّام، أنعم هرقل عليها فشهدت عصرًا من السلام، وتمتع أهلها بِقسطٍ كبيرٍ من الحُريَّة الدينيَّة والاطمئنان، واستغلَّ البابا جرجير الأوَّل هذا الهُدوء فأرسل البعثات التبشيريَّة إلى المناطق الداخليَّة لِنشر المسيحيَّة بين البربر، فنجحت بعضها بذلك. وترتب على ذلك أن ازدهرت علاقة الكنيسة الإفريقيَّة بِروما، مع احتفاظها بِعلاقتها الإداريَّة مع القُسطنطينيَّة. وفي سنة 638م ظهر في إفريقية مذهبٌ جديد هو مذهب بطريرك القُسطنطينيَّة سرجيوس الأوَّل، المشهور بالمذهب المونوثيليتي أو مذهب المشيئة الواحدة الذي يقول بالطبيعة الإلهيَّة والإنسانيَّة معًا للمسيح، وقد وقف إلى جانبه هرقل رغبةً منهُ في اكتساب تأييد اليعاقبة وإنهاء الصراعات المذهبيَّة في البلاد. وعارضت الكنيسة الإفريقيَّة هذا المذهب، وانتهى الأمر بأن أعلنت أُسقفيَّة قرطاج عدم صلاحيَّة الإمبراطور لِحُكم البلاد والعباد وأنَّهُ يجب خلعه عن العرش. وسُرعان ما تعقَّد الموقف أكثر مع الفتح الإسلاميّ لِمصر، إذ وفد بعض القساوسة اليعاقبة من مصر إلى إفريقية لِنشر مذهبهم، وكان لِحماسهم في الدعوة أثرٌ كبير في جعل الإمبراطور قُسطنطين الثالث بن هرقل يسمح لهم بِمُمارسة شعائر مذهبهم بِحُريَّة. وأدَّى انتشار مذهبهم في إفريقية إلى وُقوف قساوسة هذه الأخيرة في وجه الإمبراطوريَّة وإلى انفصالهم شيءًا فشيئًا عنها. وعندما تولَّى الإمبراطور قُنسطانز العرش سنة 641م وكان مُعتنقًا المونوثيليتيَّة، لم يأل رئيس مُعارضة هذا المذهب في إفريقية، وهو الأُسقف مكسيموس، لم يأل جُهدًا في دفع سُكَّان المغرب المسيحيين والبربر إلى إعلان خلعهم لِطاعة الإمبراطور وتنصيب حاكم إفريقية البطريرك جرجير بن نيقيتاس على العرش، وكان المُسلمون حينها على وشك أن يفرغوا من فتح مصر، وطرق باب المغرب.

### وصول الفتوحات الإسلامية
بظهور الإسلام إلى منطقة المغرب بعد سِلسلةٌ من الحملات والمعارك العسكريَّة التي خاضها المُسلمون تتوجت أثناء وصول عقبة بن نافع إلى الشمال الإفريقي (بين 681 م و683 م) بدأ تقلص الكنيسة القديمة في الشمال الإفريقي والمغرب بينما كان في الشمال الإفريقي في القرن الثالث الميلادي نحو ثلاثين مجمع كنسي إفريقي وما يقارب ستمائة أسقف في عهد القديس أوغسطينوس  حيث تراجعت المسيحية بشكلٍ كبيرٍ حتَّى اختفت كُليًّا من كافَّة أنحاء المغرب وفق الرأي التقليدي، ويُعتقد أنَّ سبب تراجع واختفاء المسيحيَّة في إفريقية كان بِسبب عدم وُجود رهبنةٍ قويَّةٍ مُتماسكةٍ تضُمُّ حولها شتات النصارى الأفارقة، كما أنَّ الكنيسة الإفريقيَّة كانت حتَّى زمن الفُتوح الإسلاميَّة ما تزال تُعاني من آثار الاضطرابات بينها وبين كنيسة القُسطنطينيَّة ومن الحركات والثورات التي قام بها الهراطقة. لِهذا، يبدو بعض أنَّ الأفارقة والبربر المسيحيين وجدوا في الإسلام مُنقذًا لهم من تلك التخبُطات التي عانوا منها، ويبدو أنَّ بعضهم الآخر كان يعتنق المسيحيَّة ظاهريًّا فقط، وما أن سنحت لهُ الفُرصة حتَّى ارتدَّ عنها. إضطهدت الخلافة الأموية العديد من المسيحيين الأمازيغ في القرنين السابع والثامن، والذين أجبروا على التحول ببطء إلى الإسلام.
خلال القرون اللاحقة للفتح الإسلامي، ظلّ المسيحيون الذين اصطبغوا بالصبغة الرومانية يشكلون غالبية السكان على مدى قرنين بعد الفتح الإسلامي، وظلّت بعض المناطق النائية، بل وبعض المدن مثل قرطاج ومدينة تونس، تضم جيوباً صغيرة من المسيحيين، وذلك ي منطقة مزاب في القرن الحادي عشر، وفي قفصة في القرن الثاني عشر، وفي بعض قرى نفزاوة في القرن الرابع عشر. وفي مدينة توزر ظلّت الجماعة القديمة من المسيحيين موجودة حتى القرن الثامن عشر. ويتجه الرأي المُعاصر، بالاستناد إلى بعض الأدلَّة، إلى القول بأنَّ المسيحيَّة الإفريقيَّة صمدت في المنطقة المُمتدَّة من طرابُلس إلى المغرب الأقصى طيلة قُرونٍ بعد الفتح الإسلاميّ، وأنَّ المُسلمون والمسيحيّون عاشوا جنبًا إلى جنب في المغرب طيلة تلك الفترة، إذ اكُتشفت بعض الآثار المسيحيَّة التي تعود إلى سنة 1114م بِوسط الجزائر، وتبيَّن أنَّ قُبور بعض القديسين الكائنة على أطراف قرطاج كان الناس يحجُّون إليها ويزورونها طيلة السنوات اللاحقة على سنة 850م، ويبدو أنَّ المسيحيَّة استمرَّت في إفريقية على الأقل حتَّى العصرين المُرابطي والمُوحدي. في القرن الحادي عشر كان هناك سبعة وأربعون أسقفية في المغرب. وكان سلاطين الدولة الحفصية يختارون حرسهم الخاص من أفراد الصغيرة من أبناء البلاد من المسيحيين، الذين كانوا يتميزون تماماً عن التجار المسيحيين الأجانب. واختفت الجماعات المسيحيّة الأمازيغية في تونس والمغرب والجزائر في القرن الخامس عشر.

### إحياء المسيحية في القرن التاسع عشر
أعيد إحياء المسيحية في الجزائر والمغرب وليبيا وتونس ومرّة أخرى في القرن التاسع عشر مع قدوم عدد كبير من المستوطنين والمهاجرين الأوروبيين والذين أطلق عليهم لقب الأقدام السوداء، إنحدر عالبيتُهم من أصول فرنسيّة أو إيطاليَّة أو إسبانيَّة أو مالطيَّة وحتى من أوروبا الشرقية، وأنتمى أغلبيّة مسيحيي الأقدام السوداء إلى الكنيسة الرومانية الكاثوليكية مع وجود لأقلية كبيرة بروتستانتية، وبالتالي إنتعشت المسيحية في بلاد المغرب الكبير فبُنيت الكنائس والمدارس والمؤسسات المسيحية وأعيد تأسيس الأبرشية الكاثوليكية في الجزائر عام 1838، ودخل عدد من السكان المحليين المسلمين إلى المسيحية. كما ونشطت البعثات التبشيريَّة المسيحيَّة في الجزائر والمغرب خصوصًا بين السكان الأمازيغ، وكان الآباء البيض من أبرز الحركات التبشيريَّة التي عملت بين الأمازيغ حيث أقاموا عشرات المدارس والمستشفيات ودور الأيتام.

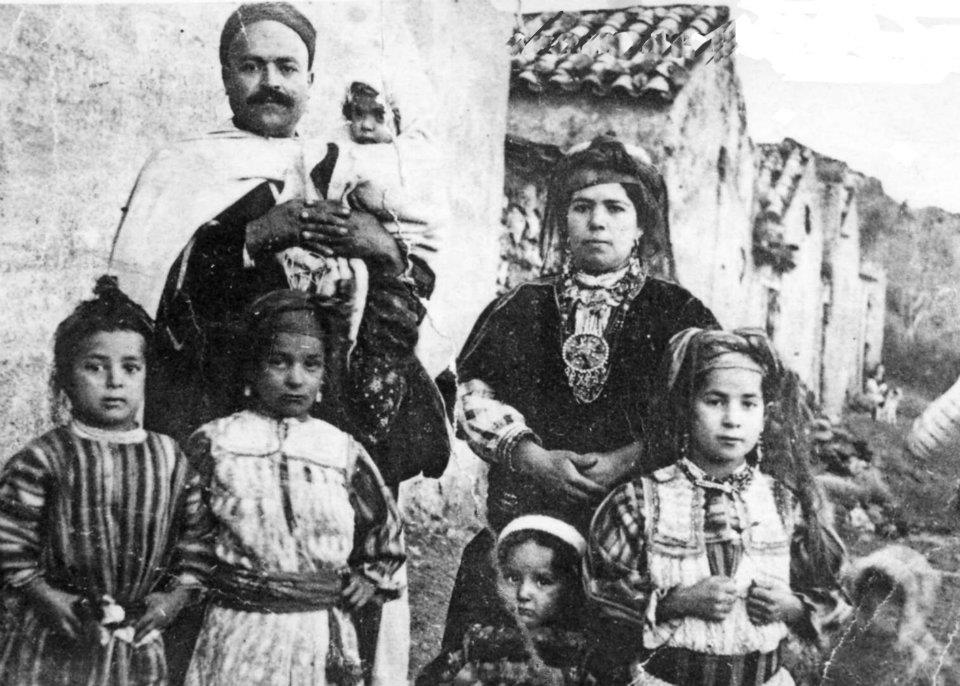
أسرة مسيحيَّة أمازيغيَّة من منطقة القبائل في عام 1921: مع إحياء المسيحيَّة في القرن التاسع عشر؛ إزداد أعداد المتنصرين والمسيحيين الأمازيغ.

وقد بدأت البعثات التبشرية بين الأمازيغ في عام 1870 بمبادرة من الكاردينال شارل مارسيال لافيجري والذي كان مقتنعًا بقدم جذور المسيحية في الأوساط البربريَّة، فقاد حملة تبشيريَّة في منطقة القبائل الجبليَّة، وتم إنشاء مدارس ومراكز لاحتضان المتحولين للمسيحية وأبنائهم وتوفير مناخ اجتماعي مريح لهم وتربيتهم على مبادئ الديانة المسيحية، ما سمح بتشكيل نواة صلبة لمجتمع مسيحي في المنطقة. وفقًا لكريمة ديرش سليماني الباحثة في «معهد البحث والدراسات حول العالم العربي والإسلامي» في كتابها مسيحيو منطقة القبائل 1873 - 1954 يعود سبب تنامي ظاهرة التنصير في أوساط الجزائريين بشكل مضطرد، خصوصًا في منطقة القبائل بسبب تاريخ هذه الديانة العريق في شمال إفريقيا والجزائر خاصًة وبلاد القبائل.
في عام 1900 كان بالمغرب سبع جمعيات تبشيرية موزعة على مركزًا بفاس، ومكناس، وصفرو، ومراكش. وفي عام 1921 بلغ عدد المبشرين اثنين وثلاثين موزعين في بركان، والدار البيضاء، ووجدة، وكرسيف، والقنيطرة، ومراكش، الجديدة، ومكناس، والصويرة، وواد زم، والرباط، وآسفي، وسطات، وتاوريرت، وتادلا وتازة. ولم تخف البعثات المسيحية منذ 1915 رغبتها في تنصير المغاربة، مستعينة بأمثال ميشو بيلير  ومتشجعة بنتائج التمسيح لدى القبابلية بالجزائر، ومن هنا بدأ الشعور بضرورة تمسيح الأمازيغ المتمردين الذين لا يمكن استيعابهم إلا بتمسيحهم. وقد كان للأستاذ ماسينيون دور في ذلك، فقد تشجعت الكنيسة بتنصر المغربي محمد ابن عبد الجليل عام 1928 مما فسح المجال للظهير البربري.
غداة الاستقلال بعد 5 يوليو 1962 قدّرت أعداد المسيحيين في الجزائر بأكثر من مليون نسمة، في حين قدّرت أعداد الكاثوليك في المغرب عشيّة الاستقلال بحوالي 550,000 نسمة، و255,000 مسيحي في تونس؛ فضلًا عن 140,000 مسيحي في ليبيا عشيّة الاستقلال.
تحول العديد من الأمازيغ من الإسلام للمسيحيَّة خلال العصر الحديث أو تحت وبعد الإستعمار الأوروبي. نظرًا لنزوح الأقدام السوداء في سنوات 1960؛ يذكر أنّ هناك عدد أكثر من المسيحيين الشمال الأفريقيين من الأمازيغ أو العرب يعيشون في فرنسا مقارنًة في دول المغرب العربي الكبير.

## التحول للمسيحية
في الآونة الأخيرة أزدادت أعداد المتحولين للمسيحية بين الأمازيغ خصوصًا في الجزائر والمغرب. تشير بعض التقارير إلى وجود أكثر من 100,000 جزائري (القسم الأكبر منهم أمازيغ) معتنق للديانة المسيحية خاصًة البروتستانتية، وبحسب مصادر مسيحية، فإنه في تقرير صحفي لكريستيان تيلغراف من الجزائر حول اعتناق المسيحية أشار القس يوسف يعقوب من منظمة Operation Mobilization أن نسبة نمو المسيحية هي 800%. وقدّرت دراسة نشرتها جامعة سانت ماري تعود لعام 2015 عدد المسلمين المتحولين للديانة المسيحية في الجزائر بين السنوات 1960-2015 بحوالي 380,000 شخص. وتقدر أعداد المجتمع المسيحي من القبايل الأمازيغ بحوالي 30,000 نسمة، قسم منهم من المتحولين الجدد للمسيحية.
وأشارت عدد من الصحف المغربيّة إلى تحول بين 25,000 إلى 45,000 مغربي للمسيحية في السنوات الأخيرة. يُذكر أن قسم هام من هؤلاء هم من أصول أمازيغية. ويعود هذا النمو المتزايد بسبب المواقع المسيحية والفضائيات المسيحية التي تنتقد الإسلام. حتى القرن الخامس عشر عاش في تونس جماعة مسيحيَّة محليّة من الأمازيغ، في الآونة الأخيرة بدأ نمو ملحوظ للمسيحية في تونس أيضًا إذ تشير مكتب الديمقراطية وحقوق الإنسان والعمل للولايات المتحدة إلى وجود الآف التوانسة تحولوا إلى المسيحية.

## مواقع خارجية
- Early Christian history of Berbers
- أصول التراث المسيحي في شمال إفريقيا: دراسة تاريخيَّة عن القرنين الاولين
- العهد الجديد باللغة الأمازيغيَّة
- المزامير باللغة الأمازيغيَّة